# Stralsunder Straßennamen/T
Dies ist ein Verzeichnis der Straßennamen der Hansestadt Stralsund.
Das Verzeichnis nennt den Namen der Straße und (in Klammern) den Ortsteil. Dazu wird eine Erläuterung (Jahr der Benennung, Grund) zum Straßennamen gegeben. Wegen der großen Anzahl an Straßen wurde das Verzeichnis nach den Anfangsbuchstaben der Straßennamen aufgeteilt. Unter "Allgemeines" finden Sie die Einleitung und Erläuterungen zu den Straßennamen allgemein.
Beispiel: Den Amanda-Weber-Ring finden Sie unter A.
- Tannenhain (Süd / Andershof)

- Teichstraße

ehemaliger Straßenname, siehe Carl-Heydemann-Ring
- Teschenhäger Weg (Süd	/ Devin)

Benannt nach dem Ort Teschenhagen in der Nähe Stralsunds.
- Tessinstraße (Knieper / Kniepervorstadt)

Benannt nach Nicodemus Graf Tessin (* 1615, † 1681), einem schwedischen Baumeister.
- Tetzlawstraße (Tribseer / Tribseer Siedlung)

Benannt nach Tetzlaw, auch Tezlaw oder Tetislaw († 1170). Er war ab 1164 der Fürst von Rügen.
- Thälmannufer

ehemaliger Straßenname, siehe Sundpromenade
- Theodor-Storm-Weg (Knieper / Knieper West)

Benannt nach dem norddeutschen Schriftsteller Theodor Storm. Ein direkter Bezug zu Stralsund besteht nicht.
- Thomas-Kantzow-Straße	(Knieper / Knieper West)

Benannt nach dem Chronisten und Kanzlisten des pommerschen Herzogs Thomas Kantzow (* um 1505, † 1542). Der gebürtige Stralsunder schrieb die erste deutsche Chronik Pommerns.
- Tiergartenstraße

ehemaliger Name, siehe Rudolf-Breitscheid-Straße
- Travemünderstraße

ehemaliger Straßenname, siehe Jacobiturmstraße
- Tribseer Damm (Tribseer / Tribseer Vorstadt bzw. Tribseer Siedlung bzw. Altstadt / Bastionengürtel bzw. Altstadt)

Das Erreichen der Stadttore Stralsunds war nur über Dämme möglich. Der Tribseer Damm (1306 erstmals erwähnt) wurde nach der Stralsunder Ratsfamilie von Tribsees benannt. Bereits um 1270 ist ein Conrad von Tribsees in Urkunden genannt. Der Tribseer Damm wurde nach dieser Familie benannt, die als eine der ältesten Stralsunder Familien gilt und mehrere Ratsherren stellte. Die Familie stammte vermutlich ursprünglich aus Tribsees.
Der Damm diente auch als Staudamm für die Stadtteiche und als Damm, der die als Trinkwasserquelle genutzten Teiche gegen das bei Hochwasser anlaufende Wasser des Strelasunds schützen sollte. Seine heutige Form entstand durch das Schleifen der Befestigungen nach dem Ende der Festungszeit Stralsunds.
- Tribseer Schulstraße

ehemaliger Name, siehe Jungfernstieg
- Tribseer Straße

Die Tribseer Straße wird erstmals 1306 urkundlich erwähnt. Sie wurde nach der Stralsunder Ratsfamilie von Tribsees benannt. Bereits um 1270 ist ein Conrad von Tribsees in Urkunden genannt. Die Tribseer Straße wurde nach dieser Familie benannt, die als eine der ältesten Stralsunder Familien gilt und mehrere Ratsherren stellte. Die Familie stammte vermutlich ursprünglich aus Tribsees.
Ein Teil der Tribseer Straße wurde zu DDR-Zeiten in Platz der Solidarität umbenannt. Dies wurde 1990 rückgängig gemacht.
- Tribseer Wiesen (Tribseer / Tribseer Siedlung	bzw. Tribseer Wiesen)

Dieser Stadtteil wurde auf einem ehemaligen Wiesengelände angelegt. Die Bezeichnung Tribseer Wiesen erklärt sich aus der Lage des Gebietes in Richtung der Stadt Tribsees.
- Tschaikowskistraße (Knieper / Knieper Nord)

Benannt nach dem russischen Komponisten Pjotr Iljitsch Tschaikowski. Die Straße liegt im sog. Musikerviertel. Ein direkter Bezug zu Stralsund besteht nicht.
- Turnerweg (Franken / Frankenvorstadt)

Benannt nach dem englischen Maler William Turner. Er gilt als Vertreter der Romantik; seine bekanntesten Werke zeigen maritime Motive, u. a. auch Motive Stralsunds.